# Gymnastique artistique aux Jeux olympiques d'été de 2004 - Barre fixe
Pour un article plus général, voir Gymnastique artistique aux Jeux olympiques d'été de 2004.
Navigation
Sydney 2000 Pékin 2008
Résultats de la compétition de barre fixe lors des Jeux olympiques d'été de 2004 à Athènes. Les qualifications et la finale se sont déroulées entre le 14 et le 23 août à l'Olympic Indoor Hall.

## Médaillés
| Or     | Igor Cassina Italie  |
| Argent | Paul Hamm États-Unis |
| Bronze | Isao Yoneda Japon    |

## Résultats

### Finale
| Rang | Gymnaste                | Note de départ | Brésil | Malaisie | Roumanie | Islande | Canada | Cuba | Pénalité | Total |
| ---- | ----------------------- | -------------- | ------ | -------- | -------- | ------- | ------ | ---- | -------- | ----- |
|      | Igor Cassina (ITA)      | 10.00          | 9.85   | 9.70     | 9.85     | 9.85    | 9.70   | 9.85 | —        | 9.812 |
|      | Paul Hamm (USA)         | 10.00          | 9.85   | 9.80     | 9.80     | 9.85    | 9.80   | 9.80 | —        | 9.812 |
|      | Isao Yoneda (JPN)       | 10.00          | 9.75   | 9.85     | 9.80     | 9.80    | 9.80   | 9.75 | —        | 9.787 |
| 4    | Morgan Hamm (USA)       | 10.00          | 9.80   | 9.80     | 9.75     | 9.75    | 9.80   | 9.80 | —        | 9.787 |
| 5    | Aleksey Nemov (RUS)     | 10.00          | 9.80   | 9.75     | 9.75     | 9.80    | 9.75   | 9.70 | —        | 9.762 |
| 6    | Xiao Qin (CHN)          | 10.00          | 9.70   | 9.75     | 9.65     | 9.75    | 9.75   | 9.75 | —        | 9.737 |
| 7    | Fabian Hambuechen (GER) | 10.00          | 9.70   | 9.75     | 9.70     | 9.65    | 9.70   | 9.70 | —        | 9.700 |
| 8    | Valeri Goncharov (UKR)  | 9.60           | 8.85   | 8.90     | 8.90     | 8.90    | 8.90   | 8.80 | —        | 8.887 |
| 9    | Daisuke Nakano (JPN)    | 9.80           | 8.70   | 9.00     | 8.70     | 8.60    | 8.80   | 8.80 | —        | 8.750 |
| 10   | Yang Tae-Young (KOR)    | 9.80           | 8.60   | 8.90     | 8.60     | 8.70    | 8.50   | 8.80 | —        | 8.675 |